# Science and Technology Studies
Die Science and Technology Studies (kurz STS), auch Wissenschafts- und Technikforschung, bilden ein inter- und transdisziplinäres wissenschaftliches Feld, das sich mit der Wechselwirkung zwischen Gesellschaft, Politik, Kultur mit der Erschaffung wissenschaftlichen Wissens und der Entwicklung und Innovation von Technik beschäftigt.

## Geschichte
Die Anfänge des Forschungsfeldes liegen in den 1970er-Jahren in unterschiedlichen gesellschaftspolitischen Debatten und theoretischen Diskursen. Die Etablierung dieser Forschungsperspektive entspringt der wachsenden Bedeutung sozialer Bewegungen und radikaler Wissenschafts- und Technologiekritik in den 1960er- und 1970er-Jahren, die in Zusammenhang mit Voraussetzungen und Folgen kontroverser Technologien wie der Atomtechnologie, der Informations- und Kommunikationstechnologien oder der Gen- und Reproduktionstechnologien thematisiert. Im Zentrum der Kritik stand die Vorstellung, wissenschaftliche und technologische Innovationen wären gleichbedeutend mit gesellschaftlichem Fortschritt sowie die Annahme, dass Forschung von gesellschaftlichen, ökonomischen und militärischen Interessen unabhängig sei, was in Westeuropa und Nordamerika in den 1970ern auch die marxistische und feministische Wissenschaftsforschung sowie wissenschaftskritische Bewegungen innerhalb der Natur- und Ingenieurwissenschaften problematisierten. Ein Beispiel dafür ist die Radical-Science-Bewegung.
Das Ziel der sich formierenden STS war es, sich vom Verständnis einer Wissenschaft, die Naturgesetze lediglich repräsentiert, registriert oder entdeckt, wegzubewegen – stattdessen sollten die Entstehungskontexte und Akzeptanzbedingungen des Wissens genauer untersucht werden. Die Entwicklung von Wissenschaft und Technologie erfolge demnach nicht „automatisch“, linear oder aus einer ihnen selbst innewohnenden Logik heraus – ihre Entstehung, Anwendung und Verbreitung würde vor allem durch soziokulturelle Faktoren bestimmt werden.
Die am Anfang der STS stehende Forschungsperspektive der Social Studies of Knowledge wurde in Großbritannien, insbesondere an den Universitäten von Edinburgh und Bath entwickelt. Wichtige Vertreter dieser frühen Phase sind David Bloor, Barry Barnes, Michael Mulkay, Andrew Pickering, Donald Mackenzie und Harry Collins. Die STS-Forschung kritisierte die damalige Sicht der Techniksoziologie, aus der Techniken zwar soziale und kulturelle Effekte haben würden, aber selbst keine sozialen Phänomene seien. Im Gegensatz dazu nahmen die STS-Forscher eine sozialkonstruktivistische Perspektive ein und untersuchten, wie sich Technologien in historischen Kontexten durchsetzten und mit gesellschaftlichen Prozessen verflochten sind. Sie stellten Fragen zu den verschiedenen Varianten einer Technologie, deren Stabilisierung und Verbreitung sowie ihrer Rolle im gesellschaftlichen Wandel.
In den 1980er- und 1990er-Jahren wurde das zunächst dominante sozial-konstruktivistische Programm kritisch überdacht und weiterentwickelt. Zwei wesentliche Forschungsansätze prägten diese Weiterentwicklung: die Akteur-Netzwerk-Theorie und die feministische Wissenschafts- und Technikforschung.

## STS zwischen den Disziplinen
In Deutschland wie auch international dient das Feld STS der interdisziplinären Analyse und Theorieentwicklung über Phänomene in Technik, Wissenschaft und Technoscience. Dabei überlagert sich das Feld der STS mit den Interessensgebieten in klassischen Disziplinen, wie der Techniksoziologie, Wissenschaftssoziologie, Wissenschaftsgeschichte, in Kulturanthropologie, Politikwissenschaften und Humangeografie wie auch des Gebietes der Wissenschaftsforschung.

## Theorieentwicklung und analytische Zugänge
In den STS wurden wesentliche Theorien entwickelt. Gleichzeitig hinterfragt STS, was Theorien sind und wie sie in der Forschungspraxis wirken. In Deutschland bekannt sind etwa die Akteur-Netzwerk-Theorie, die Technikfolgenabschätzung und die Social Construction of Technology.

## Nationale Organisationen der STS
- Gesellschaft für Wissenschafts- und Technikforschung (GWTF)[10]
- stsing[11]
- Sektion Wissenschafts- und Technikforschung der Deutschen Gesellschaft für Soziologie[12]